# Katra Medniganj
Katra Medniganj es un pueblo y nagar Panchayat situado en el distrito de Pratapgarh en el estado de Uttar Pradesh (India). Su población es de 7931 habitantes (2011). 

## Demografía
Según el censo de 2011 la población de Katra Medniganj era de 7931 habitantes, de los cuales 4113 eran hombres y 3818 eran mujeres. Katra Medniganj tiene una tasa media de alfabetización del 82,23%, superior a la media estatal del 67,68%: la alfabetización masculina es del 88,21%, y la alfabetización femenina del 75,85%.